# もう一度Fall in LOVE
「もう一度Fall in LOVE」（もういちどフォール・イン・ラヴ）は、日本のコーラス・グループであるEVEが1988年10月21日にリリースした3枚目のシングルである。

## 概要
前作「Sugar Sugar」から約1年ぶりのシングルで、アルバム『極東ダンス倶楽部』からのシングルカットである。
「もう一度Fall in LOVE」は、ソニー ビデオカセット CMソングに起用された。

## 収録曲
| 全作曲・編曲: Mark Davis。 |                                           |                             |            |      |
| #                          | タイトル                                  | 作詞                        | 作曲・編曲 | 時間 |
| 1.                         | 「もう一度Fall in LOVE」                  | クララ新里                  | Mark Davis | 4:05 |
| 2.                         | 「もう一度Fall in LOVE <英語バージョン>」 | クララ新里 訳詞:Brian Richy | Mark Davis | 3:58 |
| 合計時間:                  | 合計時間:                                 | 合計時間:                   | 8:03       |      |